# 韋斯特維爾 (新澤西州)
韋斯特維爾（英語：Westville）是位於美國新澤西州格洛斯特縣的自治市鎮。

## 人口
根據2020年美國人口普查的數據，韋斯特維爾的面積為3.58平方千米，當中陸地面積為2.65平方千米，而水域面積為0.93平方千米。當地共有人口4264人，而人口密度為每平方千米1,191人。